# Шиюгоу-Дунси
Шиюгоу-Дунси — газовое месторождение в Китае. Расположено в Сычуаньском бассейне. Открыто в 1955 году.
Газоносность связана с отложениями триаса. Залежи находятся на глубине 1,5-2 км. Начальные запасы газа составляют 200 млрд м³.
Оператором месторождения является китайская нефтяная компания CNPC.